# Bế Xuân Trường
Bế Xuân Trường (sinh năm 1957) là một sĩ quan cấp cao trong Quân đội nhân dân Việt Nam, hàm Thượng tướng. Ông là hiện là Phó Chủ tịch Ủy ban Trung ương Mặt trận Tổ quốc Việt Nam, Chủ tịch Hội Cựu chiến binh Việt Nam. Nguyên Ủy viên Ban Chấp hành Trung ương Đảng Cộng sản Việt Nam khóa XI, XII, nguyên Thứ trưởng Bộ Quốc phòng Việt Nam.

## Thân thế và binh nghiệp
Bế Xuân Trường sinh ngày 19 tháng 12 năm 1957, quê tại xã Hưng Đạo, Thành phố Cao Bằng, tỉnh Cao Bằng.
Năm 2004: Phó Tham mưu trưởng Quân khu 1.
Năm 2008: Phó Tư lệnh kiêm Tham mưu trưởng Quân khu 1.
Năm 2010: Tư lệnh Quân khu 1, Phó Bí thư Đảng ủy Quân khu.
Tháng 1 năm 2011, tại Đại hội Đại biểu toàn quốc lần thứ XI của Đảng, ông trúng cử Ủy viên Ban Chấp hành Trung ương Đảng.
Năm 2014: ông được Thủ tướng Nguyễn Tấn Dũng bổ nhiệm làm Phó Tổng Tham mưu trưởng Quân đội nhân dân Việt Nam, phụ trách Tác chiến.
Tháng 10 năm 2015: Thủ tướng Nguyễn Tấn Dũng bổ nhiệm giữ chức vụ Thứ trưởng Bộ Quốc phòng  phụ trách công tác kỹ thuật, công nghiệp quốc phòng, khoa học quân sự.
Tháng 1 năm 2016, tại Đại hội Đại biểu toàn quốc lần thứ XII của Đảng Cộng sản Việt Nam, ông tái đắc cử Ủy viên Ban Chấp hành Trung ương.
Ngày 1 tháng 6 năm 2021, Thủ tướng Chính phủ Phạm Minh Chính ký Quyết định, Thượng tướng Bế Xuân Trường, Ủy viên Trung ương Đảng khóa XII, thôi giữ chức vụ Thứ trưởng Bộ Quốc phòng kể từ ngày ký.
Ngày 31 tháng 12 năm 2022, ông đuợc bầu làm Chủ tịch Hội Cựu Chiến binh Việt Nam.

## Lịch sử thụ phong quân hàm
| Năm thụ phong | 2008        | 2011        | 2015         |
| ------------- | ----------- | ----------- | ------------ |
| Quân hàm      |             |             |              |
| Cấp bậc       | Thiếu tướng | Trung tướng | Thượng tướng |